# Brussels Black Angels
Stade
Maillots
Champion 2015, 2017, 2018, 2019
Brussel Black Angels est une équipe belge de football américain qui fait partie de la Ligue flamande de football américain (FFL) et de la BNL actuellement.
L'équipe des Brussels Black Angels était dénommée les Brussels Angels en 1989. Cette équipe, initialement fondée en 1987 par José Braga et située à Waterloo, se dénommait les  Waterloo Stars.

## Historique

### Les débuts
C'est en 1989 que l'équipe des Brussels Angels - American Football Club est créée. À cette époque, il n'y avait que 17 joueurs et l'équipe participait au championnat de Belgique organisé par la Ligue Belge de football (BFL), celle-ci ayant été créée en 1985.
Après des séjours à Forest et à Uccle (où elle prend le nom de Brussels Angels), l'équipe finit par s'installer à Woluwe-Saint-Lambert où elle bénéficie de meilleures infrastructures (entre autres un meilleur accès, une meilleure organisation et un stade d'une capacité de 9 000 places...) 

### La montée en première division
Sous l'impulsion de l'entraîneur Shariar Broumand, l'équipe remporte le titre de Champion de seconde division lors de sa sixième saison dans cette division.  L'équipe accède ainsi à la première division. Au cours de la saison 1994, l'équipe devient officiellement une ASBL. 

### Les Brussels Angels à l'Europe
En progression constante, les Brussels Angels participent en 1996, pour la première fois de leur histoire, à la finale du championnat national de division 1.  Ils sont battus par les Tournai Cardinals. Il en va de même en finale des saisons 1997 et en 1998 et par le même adversaire. Grâce à ce statut de finaliste, les Angels participent aux compétitions européennes en 1997 et 1998.

### Le championnat du Benelux
En 1999 et 2000, l'équipe atteint la demi-finale du championnat du Benelux (où s'affrontent les meilleures équipes de football américain de Belgique, du Luxembourg et des Pays-Bas).

### Les années 2000
L'équipe aborde le nouveau millénaire avec l'arrivée de nouveaux entraîneurs : Tuck MacRae et Rob Lake. Ils sont suivis en 2001, par Karl Heineman et Morris Jablonka. 
Un nouveau comité se met en place en 2001 lequel se donne pour but de renforcer l'équipe tout en renouvelant la plupart des joueurs.
En octobre 2002, les Brussels Angels prennent le nom de Brussels Black Angels.

### Le premier titre de champion de Belgique
Les résultats ne tardent pas à arriver. Ils deviennent champions de Belgique après la disqualification des Antwerp Diamonds en finale. Le titre de champion correspond à l'arrivée de deux nouveaux entraîneurs : Tom Munson et Morris Jablonka qui remplacent Blake Turvey et Rob Lake.

## Chronologie et palmarès
- 1987 - Création des Waterloo All Stars[3]
- 1989 - Création des Brussels Angels[3]
- 1994 - Champion de Belgique de 2e Division[3]
- 1994 - Le 4 novembre, l'équipe des Brussels Angels devient une ASBL
- 1996 - Vice-Champion de Belgique (Division 1)[3]
- 1997 - Vice-Champion de Belgique (Division 1)[3] et participation à l'Eurocup
- 1998 - Vice-Champion de Belgique (Division 1)[3] et participation à l'Eurocup
- 1999 - Participation au Championnat du Benelux
- 2000 - Participation au Championnat du Benelux
- 2002 octobre -  Les Brussels Angels deviennent les Brussels Black Angels
- 2003 - pas de championnat
- 2004 - Demi-finaliste du Championnat de Belgique[3]
- 2005 - Vice-Champion de Belgique[3]
- 2006 - Demi-finaliste du Championnat de Belgique[3]
- 2007 - Vice-Champion de Belgique[3]
- 2008 - Vice-Champion de Belgique[3]
- 2009 - Demi-finaliste du Championnat de Belgique[3]
- 2010 - Demi-finaliste du championnat de Belgique et meilleure défense de la FFL[3]
- 2011 - Vice-Champion de Belgique et meilleure défense de la FFL[3]
- 2013 - Demi-finaliste du championnat de Belgique[3]
- 2014 - Demi-finaliste du championnat de Belgique[3]
- 2015 - Champion de Belgique et meilleure défense de la FFL[4]
- 2016 - Vice-Champion de Belgique[3]
- 2017 - Champion de Belgique et meilleure défense de la FFL[5],[6]
- 2018 - Champion de Belgique et meilleure défense de division 1
- 2019 - Champion de Belgique et meilleure défense/offense de division 1[7],[8]